# Éva Tardos
Éva Tardos (1957, Budapest) és una informàtica teòrica hongaresa, guanyadora del Premi Fulkerson en 1988, professora i investigadora de ciències de la computació a la Universitat Cornell. Es va diplomar en matemàtiques a la Universitat Eötvös Loránd, a Budapest, en 1981. Tres anys després, en 1984, va obtenir el seu doctorat a la mateixa Universitat.
Els seus treballs tracten els següents temes:
- Disseny i anàlisi d'algorismes per a problemes fonamentals de xarxes i optimització combinatòria,
- Algorismes d'aproximació,
- Algorismes on-line,
- Programació lineal i programació sencera
- Algorítmica de la teoria de jocs

## Premis i honors
- Premi Gödel (2012)
- Membre de l'Acadèmia Nacional d'Enginyeria (2007)
- Premi George B. Dantzig (2006)
- Membre de l'Acadèmia Nord-americana de les Arts i les Ciències
- Membre de la Association for Computing Machinery (1998)
- Membre de la Beca Guggenheim
- Membre de Packard
- Membre de Sloan
- NSF Presidential Young Investigator
- Premi Fulkerson (1988)